# Fürstenschule (Kempten)
Die Fürstenschule ist ein denkmalgeschütztes Schulgebäude an der Fürstenstraße 38 in Kempten (Allgäu). Der Kern des dunkelrot angestrichenen Bauwerks stammt aus dem 18. Jahrhundert. In den Jahren 1804 bis 1823 hatte dort das Landgericht seinen Sitz. Daraufhin wurde das Gebäude für Schulzwecke im Jahr 1837 leicht umgestaltet. Der Seitenflügel der heutigen Fürstenschule wurde 1861 bis 1863 gebaut. Die Fürstenschule ist zweigeschossig und hat ein gekreuztes Satteldach und vier schwungvolle Volutengiebel.
Im Schuljahr 2022/2023 wurden zirka 230 Schüler von 16 hauptamtlichen Lehrkräften unterrichtet.

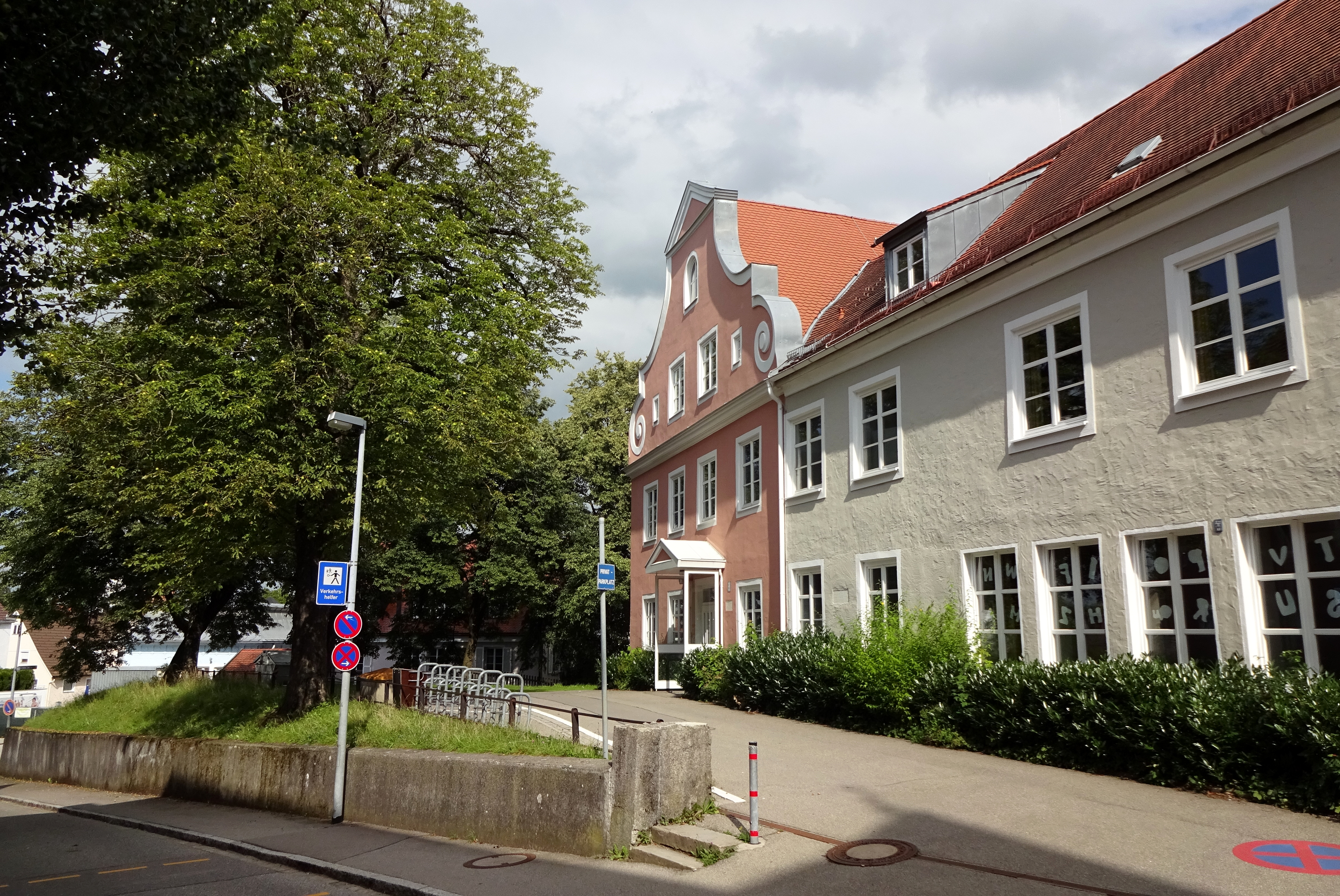
August 2014
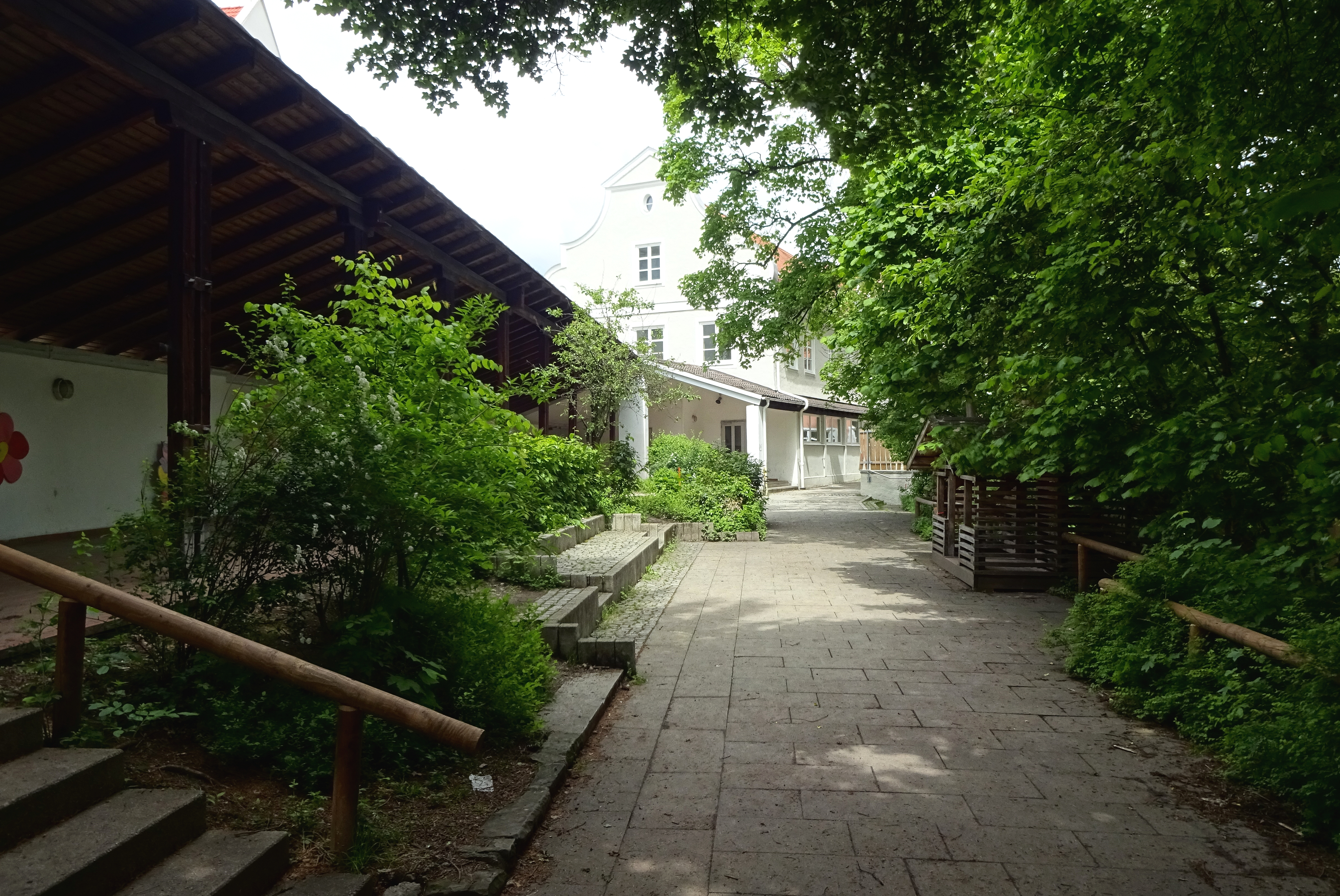
Pausenhof